# アヤトヒメ
アヤトヒメ（綾門日女、綾門姫、綾戸日女）は、『出雲国風土記』に登場する神。

## 概要
『出雲国風土記』出雲郡の宇賀郷条に登場するオオナモチの求婚相手で、カムムスヒの御子神と伝わる。他には見られない。

## 記述

### 出雲国風土記

#### 出雲郡
宇賀郷。郡家の正北一十七里二十五歩にある。所造天下大神命が、神魂命の御子である綾門日女命に求婚なさった。その時、女神は承諾せずに逃げ隠れ、大神が密かに様子を伺い見て女神をお求めになった所がこの郷である。故に、宇賀と言うようになった。

## 考証
神名の「アヤ」はあらゆる文様もしくは文様の織り込まれた絹織物の「綾」を指すとされ、「ト」を「所」の意と見て綾織場の神とする説や、「綾」を美しい、「門」を家・霊の意として美しい家と霊を持つ神とする説などが唱えられている。『出雲国風土記』において、オオナモチが妻問いで訪れる相手には美しさ及び若い生命力を讃える語を名に冠した巫女的な女神が多い点から、宇賀郷条の説話は綾のように美しいアヤトヒメが所造天下大神と称されるオオナモチと婚姻関係を結ぶことによって、オオナモチに王としての神を祀る権利が与えられたという意味合いを含んでいるのではないかと考察されている。求婚を受けた女性が一度断り隠れる説話は隠び妻（ナビツマ）型と言われ、『古事記』神代のヤチホコとヌナカワヒメによる神語・雄略天皇条の袁杼比売の段、『日本書紀』景行天皇四年二月条、『播磨国風土記』賀古郡比礼墓条・宍禾郡安師里条・託賀郡都麻里条等に類話がある。婚姻習俗を背景に成立した難題婚の性格を帯びている話型と見られ、土着の女性が外からやって来た支配者である男性を拒否する行為は支配への模擬的な抵抗、それを男性が克服していく展開は王になるための通過儀礼を示すと考えられている。また、拒絶によって男性の求婚に対する誠意を試す、或いは女性を求める感情を奮わせる意義があるとの説も推測されている。
この他、「アヤ」をあやめる・あやつる等の禍や悪戯の意、「ト」を戸・門戸の意として門戸を出入りする人を妨害する祟り神と考える説や、「危ぶむ」の語根である「アヤ」が霊妙な・珍しいという意の「怪し」と同源だと考えられることから、アヤトヒメにもこれらの意義が込められており、オオナモチの求婚を拒否した女神の性格を的確に表現している神名であると見る説もある。
なお、宇賀郷条の次には脳（なづき）の磯という黄泉の坂・黄泉の穴と呼ばれる窟の記述が続いている。『出雲国風土記』各郷の記述で地名起源とは関係のない伝承が載る例は稀である点から、当該条での窟にまつわる記述をオオナモチがアヤトヒメを伺い追ってきた地に関する説明と見て、『日本書紀』で幽事を治める神とされるオオナモチが、黄泉国と現世との境界を支配下に置いていることを宇賀郷条全体で述べていると理解する向きがある。

## 祀る神社
- 比々岐神社（三重県伊賀市北山） - 合祀  - 『伊水温故』では当社の古来の摂社として由氣忌寸・綾戸御前（牛頭天王）・天照大神・恵比須の四宇を挙げている[8]。
- 宇賀神社（島根県出雲市口宇賀町） - 主祭神  - 式内社の宇加神社に比定され、大己貴命と綾門姬命を祀る[6]。『出雲国風土記』出雲郡の神祇官社である宇加社に比定される[1]。
- 夜見神社（島根県出雲市奥宇賀町）[9] - 主祭神  - 綾門日女命を祀る小祠の他に「黄泉穴」「冥土さん」と呼ばれる洞穴があり、宇賀地域では綾門日女命が身を隠した穴であると伝えられている[7]。